# アルメレ・シティ・スタディオン
アルメレ・シティ・スタディオン（オランダ語: Almere City Stadion）は、オランダ・フレヴォラント州アルメレにあるサッカー専用スタジアム。2005年に開場し、アルメレ・シティFCがホームスタジアムとして使用している。

## 概要
2005年8月にアルメレ・シティFC所有のサッカー専用スタジアムとして開場した。開場から2018年まではオランダ国内で3例しかなかった人工芝でのピッチを敷いていたが、選手からの要望に応える形で2018年からは天然芝を使用している。
また、スタジアム供用開始とともに命名権を売却し、オランダに進出していた現地法人の三菱フォークリフトが命名権を購入。オランダから撤退した2013年まで三菱フォークリフト・スタディオンと呼ばれていた。その後2年間は命名権を売却しない期間が続いたものの、2015年7月2日、同じく日本企業のオランダ現地法人ヤンマー社が命名権を獲得したため、ヤンマー・スタディオンと命名した。

## 開催された主な試合
- 国際Aマッチ

| 日付          | ホームチーム | 結果 | アウェーチーム | ラウンド |
| ------------- | ------------ | ---- | -------------- | -------- |
| 2015年5月20日 | キュラソー   | 3-2  | スリナム       | 親善試合 |

- 国際Aマッチ（女子）

| 日付           | ホームチーム | 結果 | アウェーチーム | ラウンド |
| -------------- | ------------ | ---- | -------------- | -------- |
| 2006年2月23日  | オランダ     | 0-0  | 中国           | 親善試合 |
| 2021年11月25日 | 日本         | 0-2  | アイスランド   | 親善試合 |